# Hohlstrasse
Die Hohlstrasse, bis 1896 Hohlweg, in Altstetten bis 1933 Güterstrasse, ist eine ungefähr 4,3 Kilometer lange Strasse in Zürich, die vom Langstrassenquartier über das Quartier Hard nach Altstetten führt. Die Strasse verläuft am Vorbahnhof entlang und parallel zur Badenerstrasse.

## Verlauf
Die Hohlstrasse beginnt an der Ankerstrasse 123 und verläuft in Richtung Nordwesten. Sie verläuft entlang der Bäckeranlage, überbrückt den Seebahneinschnitt der Bahnstrecke Zürich–Chur und verläuft weiter entlang der Areals des ehemaligen Güterbahnhofs Zürich, auf dem das Polizei- und Justizzentrum Zürich (PJZ) gebaut wird. Nach dem Hardplatz, wo die Hohlstrasse die Hardbrücke unterquert, verläuft sie entlang von Recyclinganlagen, kreuzt die Achse Duttweilerbrücke–Herdernstrasse, folgt den SBB-Werkstätten, unterquert die Europabrücke, führt am Bahnhof Zürich Altstetten vorbei und endet dann nach einem weiten Linksbogen beim Farbhof.

## Geschichte
Die Hohlstrasse bestand bereits zur Römerzeit. Sie verlief als Hohlweg von der Militärbrücke über das Kasernenareal zum Beginn der heutigen Hohlstrasse und diente als Hauptverkehrsverbindung von Zürich durchs Limmattal nach Baden.
Ab den 1850er-Jahren war die Badenerstrasse die Hauptverkehrsachse. Die Verbindung über die Hohlstrasse begann an der Zeughausstrasse und folgte der heutigen Hohlstrasse bis auf die Höhe der heutigen Haltestelle «Letzipark», bog dann aber nach links ab, verlief durch die Mürtschenstrasse und erreichte bei der Haltestelle «Grimselstrasse» die Badenerstrasse. Die Verbindung hatte nur noch untergeordnete Bedeutung. Erst nach dem Zweiten Weltkrieg übernahm die Strasse wieder die Funktion einer Hauptausfallachse von Zürich, wofür der Abschnitt Werdhölzlistrasse–Farbhof entlang des Bahndamms der Strecke nach Zug gebaut werden musste, was im Zusammenhang mit dem Bau der Wohnsiedlung Farbhof geschah.